# 디지털투데이
디지털투데이(DigitalToday)는 2007년 4월 19일 창간된 한국의 디지털 경제 미디어이다.
2007년 4월 IT전문 인터넷 신문인 아이티투데이로 창간하였고, 2009년 7월 주식회사디지털투데이로 법인명을 변경하였다. 
2017년 1월 키뉴스로 통합 오픈하였고, 2019년 8월 디지털투데이(DigitalToday)로 제호를 변경하였다. 
통신방송, 모바일, 게임, 콘텐츠 등을 보도하다가 점차 영역을 넓혀 현재는 IT, 산업, 블록체인, 금융∙핀테크, 모빌리티, 엔터프라이즈, 디지털헬스케어 등의 뉴스를 심층보도하고 있다.   
2023년 4월 창간 16주년을 맞아 한국 최초로 AI 기반의 뉴스 편집 시스템을 구축하여 글로벌 경제와 IT산업 전반에 이르는 최신 뉴스를 가장 빨리 제공하고 있다. AI 뉴스 서비스는 AI 기자가 직접 작성한 뉴스를 편집하여 제공하는 ‘ 뉴스 with AI’와 매일 아침 AI아나운서의 목소리로 주요뉴스를 전하는 ‘데일리픽 AI아나운서’ 서비스가 있다.

## 연혁
- 2007년 4월: 아이티투데이 창간
- 2009년 7월: 주식회사 디지털투데이로 법인명 변경
- 2009년 9월: 구글 검색 제휴
- 2010년 3월: 네이버 뉴스 검색 제휴
- 2011년 5월: 다음 뉴스 검색 제휴
- 2011년 11월: 한국인터넷신문협회 가입
- 2012년 5월: 줌인터넷 뉴스 검색 제휴
- 2012년 10월: 네이트와 뉴스 검색 제휴
- 2014년 5월: IT비전포럼2014 개최
- 2015년 3월  핀테크 세미나 등 다양한 세미나 개최
- 2016년 12월: 키뉴스로 제호 변경
- 2017년 1월: 키뉴스 사이트 통합 오픈
- 2017년 2월: 챗봇, 중국소셜, 비트코인등 세미나 개최
- 2017년 11월: 네이버 뉴스 스탠드 제휴
- 2018년 4월: 본사 이전
- 2018년 6월: 키뉴스 홈페이지 개편
- 2019년 8월: 디지털투데이(DigitalToday)로 제호 변경
- 2019년 9월: 모빌리티 인사이트2019 세미나 개최
- 2019년 11월: 프롭테크 인사이트2019 세미나 개최
- 2019년 12월: ‘더비체인’ 인수
- 2020년 12월: 네이버 오디오클립 뉴스 제공
- 2021년 4월: 디지털투데이 홈페이지 개편
- 2022년 6월: 디지털투데이 창간 15주년 디지털 인사이트 2022 개최
- 2022년 8월: 대표자 변경 (대표: 김성현)
- 2023년 4월: 디지털투데이 창간 16주년 디지털 인사이트 2022 개최[1]
- 2023년 4월: 국내 최초 AI기반 뉴스 편집 시스템 도입[2]